# Julian Gralka
Julian Gralka (ur. 18 lutego 1947) – polski szachista i trener szachowy, mistrz FIDE od 1983 roku.

## Kariera szachowa
Pierwszy znaczący sukces odniósł w 1966 r. w Polanicy-Zdroju, zdobywając brązowy medal mistrzostw Polski juniorów do 20 lat. Na przełomie 1966 i 1967 reprezentował Polskę w rozegranym w Groningen turnieju o Puchar Niemeyera (nieoficjalne mistrzostwa Europy juniorów do 20 lat), zajmując II miejsce w finale B (co odpowiadało X miejscu w Europie). W 1974 r. podzielił I-IV miejsce (wspólnie z Januszem Szuksztą, Jakowem Estrinem i Henrykiem Doboszem) w otwartym turnieju w Augustowie. W latach 1975–1979 pięciokrotnie z rzędu startował w finałach indywidualnych mistrzostw Polski, najlepszy wynik osiągając w 1978 r. w Krakowie, gdzie zajął XI miejsce (przed m.in. olimpijczykami Zbigniewem Dodą i Stefanem Witkowskim). W turnieju tym, rozegranym kołowym, był jednym z dwóch szachistów, którzy pokonali zdobywcę złotego medalu, Adama Kuligowskiego. Pozostałe cztery finały odbyły się w formule otwartej, spośród tych edycji najlepszy wynik osiągnął w 1977 r. w Piotrkowie Trybunalskim, gdzie podzielił XV-XXII miejsce.
Do innych indywidualnych sukcesów Juliana Gralki należą m.in. dwukrotnie dz. I m. w turniejach "Jantar Bałtyku" w Rowach (2007, 2008) oraz II m. w jednej z grup festiwalowych memoriału Akiby Rubinsteina w 2009 roku.
Jest sześciokrotnym medalistą drużynowych mistrzostw Polski, w barwach klubów "Pocztowiec" Poznań (1969 – brąz, 1971 – brąz), "Łączność" Bydgoszcz (1974 – brąz) oraz "Chemik" Bydgoszcz (1982 – brąz, 1983 – brąz, 1984 – srebro). Był również dwukrotnie złotym (1972, 1974) oraz dwukrotnie brązowym (1968, 1970) medalistą drużynowych mistrzostw Polski w szachach błyskawicznych.
Najwyższy ranking w karierze osiągnął 1 lipca 1982 r., z wynikiem 2380 punktów dzielił wówczas 14-18. miejsce wśród polskich szachistów.